# Masalia tamburensis
Masalia tamburensis là một loài bướm đêm trong họ Noctuidae.